# Elezioni regionali in Piemonte del 2024
Le elezioni regionali in Piemonte del 2024 si sono tenute sabato 8 e domenica 9 giugno per eleggere il Consiglio regionale e il Presidente della Giunta. Si è votato dalle ore 15 alle 23 di sabato e dalle 7 alle 23 di domenica, contestualmente alle elezioni europee ed alle elezioni amministrative. Sono state le quinte elezioni parte delle elezioni regionali in Italia del 2024.
Il presidente uscente, Alberto Cirio, sostenuto dal centro-destra, è stato riconfermato per un secondo mandato, con il 56,13% dei voti. La candidata del centro-sinistra, Gianna Pentenero, è arrivata seconda (33,54%), seguita dalla candidata del Movimento 5 Stelle, Sarah Disabato (7,68%).
Con un'affluenza del 55,30% sono state le elezioni regionali in Piemonte con la più bassa partecipazione di sempre. Inoltre, Cirio è diventato il primo presidente uscente ad essere riconfermato alle urne dopo Enzo Ghigo nel 2000.

## Contesto
Alle elezioni regionali del 2019, la coalizione di centro-destra, guidata da Alberto Cirio, aveva vinto con il 49,86% dei voti validi, seguita dalla coalizione di centro-sinistra (35,80%), che aveva sostenuto il presidente della Giunta uscente Sergio Chiamparino, e dal Movimento 5 Stelle (13,61%), presentatosi con una propria lista.

## Legge elettorale
Le elezioni regionali del 2024 sono state le prime in cui è stata adottata la legge elettorale n. 12 del 19 luglio 2023, approvata ufficialmente il 7 luglio dello stesso anno, in sostituzione della precedente legge del 2009.
Il Consiglio regionale del Piemonte è composto da 50 membri, i cui seggi vengono assegnati secondo un sistema ibrido, in parte proporzionale, e in parte maggioritario, che valgono, rispettivamente, per le liste circoscrizionali e regionali (art. 10). In entrambi i casi, vale il principio della parità di genere, per cui nessuno dei due sessi può essere rappresentato in misura superiore al 60% in ciascuna lista (art. 14). La legge prevede un unico turno, con voto di lista, cioè la possibilità di esprimere una preferenza all'interno della lista circoscrizionale prescelta, e voto per il candidato Presidente, su un'unica scheda (art. 24). È valido votare per una lista e per un candidato presidente non collegati fra loro ("voto disgiunto", art. 25). Inoltre, è possibile esprimere fino a due preferenze all'interno di una stessa lista, purché siano due candidati di sesso diverso e, nel caso in cui abbiano uguale cognome, vengano indicati chiaramente anche i loro nomi, pena annullamento della seconda preferenza (art. 14).
È proclamato eletto Presidente della giunta regionale il candidato che ha ottenuto il maggior numero di voti validi per le liste regionali; inoltre, è riservato un seggio in Consiglio regionale al candidato secondo classificato (art. 2). La legge prevede anche un premio di maggioranza per la coalizione vincente, nella seguente misura: almeno il 55% dei seggi in caso di vittoria con una percentuale di preferenze inferiore al 45%; almeno il 60% dei seggi in caso di vittoria con una percentuale di preferenze compresa fra il 45% e il 60%, estremi inclusi; il 64% dei seggi in caso di vittoria con una percentuale di preferenze superiore al 60% (art. 11). La legge prevede anche una soglia di sbarramento del 5% per le coalizioni e del 3% per le liste non coalizzate (art. 13).

### Circoscrizioni elettorali

Mappa delle circoscrizioni elettorali al momento delle elezioni

Ciascuna provincia piemontese costituisce una circoscrizione elettorale. Con decreto del Presidente della Giunta regionale dell'8 aprile 2024, n. 12, è stata ufficializzata la ripartizione dei seggi tra le quattro province; 40 seggi sui 50 disponibili sono stati attribuiti con sistema proporzionale alle liste circoscrizionali, mentre i restanti 10 sono stati assegnati con sistema maggioritario, sulla base delle liste regionali abbinate a ciascun candidato Presidente.
| Circoscrizione               | Popolazione al 2021 | Quozienti interi | Resti   | Seggi assegnati |
| ---------------------------- | ------------------- | ---------------- | ------- | --------------- |
| Alessandria                  | 407 264             | 3                | 88 040  | 4               |
| Asti                         | 208 286             | 1                | 101 878 | 2               |
| Biella                       | 170 027             | 1                | 63 619  | 2               |
| Cuneo                        | 580 155             | 5                | 48 115  | 5               |
| Novara                       | 361 916             | 3                | 42 692  | 3               |
| Torino                       | 2 208 370           | 20               | 80 210  | 21              |
| Verbano-Cusio-Ossola         | 154 249             | 1                | 47 841  | 1               |
| Vercelli                     | 166 083             | 1                | 59 675  | 2               |
| Piemonte                     | 4 256 350           | 35               | 532 070 | 40              |
| Quoziente regionale: 106 408 |                     |                  |         |                 |

## Candidati presidente e liste

### Candidature ammesse
- Il 28 febbraio 2024, in seguito alle trattative interne e al risultato delle elezioni regionali in Sardegna, la coalizione di centro-destra ha ufficialmente annunciato la ricandidatura per un secondo mandato del presidente regionale uscente, Alberto Cirio (FI),[15][16] già vicesindaco di Alba, consigliere provinciale di Cuneo, assessore regionale ed europarlamentare.[17] Cirio è stato sostenuto da Forza Italia,[N 1][18] Fratelli d'Italia, Lega, Noi moderati[15][16] e dalla lista civica Cirio Presidente - Piemonte Moderato e Liberale.[N 2][19][20]
- Il 16 marzo 2024, in seguito all'esito delle trattative nell'assemblea regionale, il Partito Democratico ha annunciato la candidatura di Gianna Pentenero, già sindaca di Casalborgone e assessora regionale nelle giunte di Mercedes Bresso (eletta nel 2005) e Sergio Chiamparino (eletto nel 2014), nonché assessora al Lavoro e alle Politiche per la sicurezza del Comune di Torino (nella giunta di Stefano Lo Russo).[17][21][22] Pentenero è stata sostenuta da PD,[21][22] Alleanza Verdi e Sinistra,[N 3][23] Stati Uniti d'Europa,[N 4][24] e dalle liste civiche Piemonte ambientalista e solidale[N 5][25] e Pentenero Presidente.[N 6][26]
- Il 6 aprile 2024, il Movimento 5 Stelle ha annunciato la candidatura di Sarah Disabato, già coordinatrice regionale del partito e consigliera regionale nella legislatura uscente.[27][28]
- Il 25 aprile 2024, Francesca Frediani, già consigliera regionale nella legislatura uscente ed ex membro del M5S,[17][29] ha annunciato la propria candidatura, la cui conferma era però vincolata alla raccolta delle firme necessarie alla partecipazione alle elezioni.[30] Frediani è stata sostenuta da un'unica lista, Piemonte Popolare,[13][30] che includeva alcuni partiti aderenti alla coalizione Unione Popolare alle elezioni politiche del 2022, come Rifondazione Comunista, Potere al Popolo!, ManifestA e Sinistra Anticapitalista, oltre a una componente di indipendenti rappresentanti della società civile.[30]
- Il 30 aprile 2024, la lista Libertà (presentatasi anche alle elezioni europee) ha ufficializzato la candidatura di Alberto Costanzo, avvocato di Casale Monferrato.[17][31] Costanzo è stato sostenuto da Sud chiama Nord, Grande Nord, Movimento per l’Italexit, Popolo della Famiglia, Partito Pensionati + Salute, Vita, Insieme Liberi e Noi Popolo Unito, comitato di cui lo stesso avvocato era portavoce.[31]

### Candidature ritirate
- Durante l'assemblea regionale del PD, le diverse componenti interne hanno inizialmente presentato le candidature di Daniele Valle, vicepresidente del Consiglio regionale, e Chiara Gribaudo, deputata alla Camera e vicepresidente nazionale del partito; tuttavia, in seguito alle trattative, entrambe sono state ritirate, a favore della candidatura di Gianna Pentenero.[21][22]

## Campagna elettorale

### Programmi elettorali
Il programma della coalizione di centro-destra a sostegno di Alberto Cirio è denominato Per il nostro Piemonte.
Il programma della coalizione di centro-sinistra a sostegno di Gianna Pentenero è denominato Dritta al Punto per il Piemonte.
Il programma del Movimento 5 Stelle a sostegno di Sarah Disabato è denominato Ogni giorno per il Piemonte.
Il programma di Piemonte Popolare a sostegno di Francesca Frediani è denominato Piemonte popolare.

### Confronti pubblici
Il 28 maggio 2024, si è tenuto un confronto tra i rappresentanti delle 13 liste presentatesi alle elezioni, organizzato e trasmesso da TGR Piemonte. Nel corso della campagna elettorale, inoltre, si sono tenuti vari confronti tra i cinque candidati alla Presidenza della Regione.
| Data                                          | Luogo                                         | Organizzatori                                                          | Link                                          | Partecipanti  | Partecipanti     | Partecipanti   | Partecipanti       | Partecipanti     |
| P Presente A Assente invitato NI Non invitato | P Presente A Assente invitato NI Non invitato | P Presente A Assente invitato NI Non invitato                          | P Presente A Assente invitato NI Non invitato | Alberto Cirio | Gianna Pentenero | Sarah Disabato | Francesca Frediani | Alberto Costanzo |
| --------------------------------------------- | --------------------------------------------- | ---------------------------------------------------------------------- | --------------------------------------------- | ------------- | ---------------- | -------------- | ------------------ | ---------------- |
| 16 maggio 2024                                | Torino                                        | Confartigianato Imprese Piemonte, CNA Piemonte e CasArtigiani Piemonte | N.D.                                          | P             | P                | P              | P                  | NI               |
| 18 maggio 2024                                | Torino                                        | La Stampa                                                              | lastampa.it                                   | P             | P                | P              | NI                 | NI               |
| 24 maggio 2024                                | Torino                                        | Forum del Terzo Settore in Piemonte                                    | N.D.                                          | P             | P                | P              | P                  | NI               |
| 29 maggio 2024                                | Torino                                        | TGR Piemonte                                                           | RaiPlay                                       | P             | P                | P              | P                  | P                |
| 6 giugno 2024                                 | Torino                                        | TGR Piemonte                                                           | RaiPlay                                       | P             | P                | P              | P                  | P                |

### Candidature contestate
Il 3 giugno 2024, in seguito al suo coinvolgimento in un'indagine per sottrazione fraudolenta al pagamento di imposte delle procure di Asti e Torino,  Marco Allegretti, inizialmente incluso nella lista del Movimento 5 Stelle, ha ritirato la propria candidatura; tuttavia, la sua iscrizione non è stata annullata, in quanto le liste erano già state depositate e, dunque, non erano più modificabili.

## Sondaggi

### Candidati presidente
Exit poll
| Data              | Istituto                | Committente             | Campione                | Cirio         | Pentenero        | Disabato | Frediani | Costanzo | Altri | Distacco |       |     |         |   |     |       |
| Data              | Istituto                | Committente             | Campione                | CDX           | CSX              | M5S      | PP       | Libertà  | Altri | Distacco |       |     |         |   |     |       |
| ----------------- | ----------------------- | ----------------------- | ----------------------- | ------------- | ---------------- | -------- | -------- | -------- | ----- | -------- | ----- | --- | ------- | - | --- | ----- |
| Data              | Istituto                | Committente             | Campione                | 9 giugno 2024 | Consorzio Opinio | Rai      | –        | 50–54    | Altri | Distacco | 34–38 | 7–9 | 1,5-3,5 | – | 1,5 | 20–12 |
| 24 maggio 2024    | Piepoli                 | PD Piemonte             | 1000                    | 53,5          | 30,6             | 12,5     | –        | –        | 3,3   | 22,9     |       |     |         |   |     |       |
| 22 maggio 2024    | Noto                    | Noi Moderati            | 1000                    | 58,0          | 27,0             | 11,0     | –        | –        | 4,0   | 31       |       |     |         |   |     |       |
| 14-16 maggio 2024 | BiDiMedia               | Lo Spiffero             | 1000                    | 54,7          | 33,0             | 8,5      | 2,3      | 1,5      | –     | 21,7     |       |     |         |   |     |       |
| 20–24 aprile 2024 | BiDiMedia               | Lo Spiffero             | 1000                    | 56,0          | 34,1             | 8,8      | –        | –        | 1,1   | 21,9     |       |     |         |   |     |       |
| 26 maggio 2019    | Elezioni regionali 2019 | Elezioni regionali 2019 | Elezioni regionali 2019 | 49,86         | 35,80            | 13,61    | –        | –        | 0,73  | 14,06    |       |     |         |   |     |       |

### Liste elettorali
| Data              | Istituto  | Committente | Campione | CDX  | CDX  | CDX | CDX | CDX | CSX  | CSX | CSX | CSX   | CSX | M5S | PP  | Libertà | Distacco |
| Data              | Istituto  | Committente | Campione | FdI  | LSP  | FI  | CP  | NM  | PD   | SUE | AVS | TD-LM | AeS | M5S | PP  | Libertà | Distacco |
| ----------------- | --------- | ----------- | -------- | ---- | ---- | --- | --- | --- | ---- | --- | --- | ----- | --- | --- | --- | ------- | -------- |
| 14-16 maggio 2024 | BiDiMedia | Lo Spiffero | 1000     | 27,1 | 12,0 | 9,2 | 5,2 | 1,1 | 21,0 | 5,1 | 3,9 | 2,5   | 1,0 | 8,3 | 2,3 | 1,5     | 6,1      |
| 20–24 aprile 2024 | BiDiMedia | Lo Spiffero | 1000     | 27,0 | 12,1 | 9,9 | 5,8 | 1,0 | 21,6 | 5,8 | 4,5 | 1,7   | 1,0 | 8,6 | –   | –       | 5,4      |

## Affluenza
Il corpo elettorale per le elezioni dell'8-9 giugno 2024, ripartito nei 1 180 comuni e nelle 4 795 sezioni elettorali del territorio regionale, è di 3 642 739 elettori.
| Circoscrizioni       | Affluenza | Affluenza | Affluenza | Affluenza | Elezioni 2019 | Variazione |
| Circoscrizioni       | Sabato    | Domenica  | Domenica  | Domenica  | Elezioni 2019 | Variazione |
| Circoscrizioni       | 23:00     | 12:00     | 19:00     | 23:00     | Elezioni 2019 | Variazione |
| -------------------- | --------- | --------- | --------- | --------- | ------------- | ---------- |
| Alessandria          | 16,97     | 29,39     | 46,19     | 53,66     | 61,87%        | 8,21       |
| Asti                 | 16,43     | 29,07     | 47,17     | 55,63     | 62,85%        | 7,22       |
| Biella               | 19,65     | 33,74     | 52,32     | 58,14     | 65,96%        | 7,82       |
| Cuneo                | 18,56     | 31,53     | 49,95     | 58,87     | 65,94%        | 7,07       |
| Novara               | 17,90     | 30,38     | 49,96     | 57,12     | 64,03%        | 6,91       |
| Torino               | 17,33     | 28,02     | 46,37     | 54,27     | 62,88%        | 8,61       |
| Verbano-Cusio-Ossola | 15,63     | 28,52     | 46,75     | 52,76     | 59,77%        | 7,01       |
| Vercelli             | 17,55     | 30,46     | 49,02     | 55,49     | 63,88%        | 8,39       |
| Piemonte             | 17,51     | 29,24     | 47,55     | 55,30     | 63,34%        | 8,04       |

## Risultati
|                                                                 | Alberto Cirio (Per il Piemonte) ✔️ Presidente                   | 1 055 752                                                       | 56,13 | Fratelli d'Italia   | 403 954   | 24,43 | 11 |  |  |
| Cirio Presidente                                                | Alberto Cirio (Per il Piemonte) ✔️ Presidente                   | 1 055 752                                                       | 56,13 | 202 294             | 12,23     | 5     |    |  |  |
| Forza Italia - UdC - PLI                                        | Alberto Cirio (Per il Piemonte) ✔️ Presidente                   | 1 055 752                                                       | 56,13 | 162 888             | 9,85      | 4     |    |  |  |
| Lega Salvini Piemonte                                           | Alberto Cirio (Per il Piemonte) ✔️ Presidente                   | 1 055 752                                                       | 56,13 | 155 521             | 9,40      | 4     |    |  |  |
| Noi Moderati                                                    | Alberto Cirio (Per il Piemonte) ✔️ Presidente                   | 1 055 752                                                       | 56,13 | 11 441              | 0,69      | –     |    |  |  |
| Seggi assegnati alla lista regionale                            | Seggi assegnati alla lista regionale                            | Seggi assegnati alla lista regionale                            | 56,13 | 6                   |           |       |    |  |  |
| Totale liste                                                    | Alberto Cirio (Per il Piemonte) ✔️ Presidente                   | 1 055 752                                                       | 56,13 | 936 098             | 56,60     | 30    |    |  |  |
|                                                                 | Gianna Pentenero (Gianna Pentenero Presidente)                  | 630 853                                                         | 33,54 | Partito Democratico | 395 710   | 23,93 | 12 |  |  |
| Alleanza Verdi e Sinistra                                       | Gianna Pentenero (Gianna Pentenero Presidente)                  | 630 853                                                         | 33,54 | 107 095             | 6,48      | 3     |    |  |  |
| Stati Uniti d'Europa (IV-+E-PSI)                                | Gianna Pentenero (Gianna Pentenero Presidente)                  | 630 853                                                         | 33,54 | 40 223              | 2,43      | 1     |    |  |  |
| Pentenero Presidente                                            | Gianna Pentenero (Gianna Pentenero Presidente)                  | 630 853                                                         | 33,54 | 24 835              | 1,50      | –     |    |  |  |
| Piemonte Ecologista e Solidale                                  | Gianna Pentenero (Gianna Pentenero Presidente)                  | 630 853                                                         | 33,54 | 14 536              | 0,88      | –     |    |  |  |
| Seggio assegnato al candidato presidente classificatosi secondo | Seggio assegnato al candidato presidente classificatosi secondo | Seggio assegnato al candidato presidente classificatosi secondo | 33,54 | 1                   |           |       |    |  |  |
| Totale liste                                                    | Gianna Pentenero (Gianna Pentenero Presidente)                  | 630 853                                                         | 33,54 | 582 399             | 35,22     | 16    |    |  |  |
|                                                                 | Sarah Disabato                                                  | 144 420                                                         | 7,68  | Movimento 5 Stelle  | 99 806    | 6,04  | 3  |  |  |
|                                                                 | Francesca Frediani                                              | 28 191                                                          | 1,50  | Piemonte Popolare   | 19 377    | 1,17  | –  |  |  |
|                                                                 | Alberto Costanzo                                                | 21 565                                                          | 1,15  | Libertà             | 16 064    | 0,97  | –  |  |  |
| Totale                                                          | Totale                                                          | 1 880 781                                                       | 100   |                     | 1 653 744 | 100   | 50 |  |  |
|                                                                 |                                                                 |                                                                 |       |                     |           |       |    |  |  |
| Schede bianche                                                  | Schede bianche                                                  | 48 447                                                          | 2,42  |                     |           |       |    |  |  |
| Schede nulle                                                    | Schede nulle                                                    | 73 002                                                          | 3,65  |                     |           |       |    |  |  |
| Votanti                                                         | Votanti                                                         | 2 002 352                                                       | 55,30 |                     |           |       |    |  |  |
| Elettori                                                        | Elettori                                                        | 3 621 101                                                       |       |                     |           |       |    |  |  |
|                                                                 |                                                                 |                                                                 |       |                     |           |       |    |  |  |
| Fonte: Ministero dell'interno                                   |                                                                 |                                                                 |       |                     |           |       |    |  |  |

1. ↑  Include candidati di Azione, Moderati, Tempi Nuovi, Torino Bellissima e Piemonte nel Cuore.
2. ↑  Include candidati di Radicali Italiani.
3. ↑  Include candidati di Volt Italia, Alleanza Verde e Civica e Alleanza dei Democratici.
4. ↑  Include candidati di Unione Popolare, Rifondazione Comunista, Potere al Popolo!, ManifestA, Sinistra Anticapitalista e Cambiare Rotta.
5. ↑  Include candidati di Sud chiama Nord, Grande Nord, Movimento per l’Italexit, Popolo della Famiglia, Partito Pensionati + Salute, Vita, Insieme Liberi e Noi Popolo Unito

## Consiglieri eletti
I seguenti candidati sono risultati eletti consiglieri regionali nelle liste provinciali o nel listino regionale.
| Consigliere                         | Consigliere       | Consigliere              | Lista                                         | Preferenze                                    | Circoscrizione                                |
| ----------------------------------- | ----------------- | ------------------------ | --------------------------------------------- | --------------------------------------------- | --------------------------------------------- |
|                                     |                   | Alberto Cirio            | Eletto come Presidente della Giunta Regionale | Eletto come Presidente della Giunta Regionale | Eletto come Presidente della Giunta Regionale |
|                                     | Elena Chiorino    | Per il Piemonte          | Collegio regionale                            | Collegio regionale                            |                                               |
| Fabio Carosso                       |                   | Per il Piemonte          | Collegio regionale                            | Collegio regionale                            |                                               |
| Annalisa Beccaria                   |                   | Per il Piemonte          | Collegio regionale                            | Collegio regionale                            |                                               |
| Maurizio Raffaello Vincenzo Marrone |                   | Per il Piemonte          | Collegio regionale                            | Collegio regionale                            |                                               |
| Gianna Gancia                       |                   | Per il Piemonte          | Collegio regionale                            | Collegio regionale                            |                                               |
| Marco Gabusi                        |                   | Per il Piemonte          | Collegio regionale                            | Collegio regionale                            |                                               |
|                                     | Francesco Riboldi | Fratelli d'Italia        | 10.699                                        | Alessandria                                   |                                               |
| Sergio Ebarnabo                     | 1.383             | Fratelli d'Italia        | Asti                                          |                                               |                                               |
| Davide Eugenio Zappalà              | 2.032             | Fratelli d'Italia        | Biella                                        |                                               |                                               |
| Paolo Bongiovanni                   | 5.696             | Fratelli d'Italia        | Cuneo                                         |                                               |                                               |
| Marina Chiarelli                    | 6.856             | Fratelli d'Italia        | Novara                                        |                                               |                                               |
| Davide Nicco                        | 4.320             | Fratelli d'Italia        | Torino                                        |                                               |                                               |
| Roberto Ravello                     | 4.137             | Fratelli d'Italia        | Torino                                        |                                               |                                               |
| Marina Bordese                      | 2.959             | Fratelli d'Italia        | Torino                                        |                                               |                                               |
| Paola Antonetto                     | 2.695             | Fratelli d'Italia        | Torino                                        |                                               |                                               |
| Alessandra Binzoni                  | 2.604             | Fratelli d'Italia        | Torino                                        |                                               |                                               |
| Carlo Riva Vercellotti              | 4.154             | Fratelli d'Italia        | Vercelli                                      |                                               |                                               |
|                                     | Elena Rocchi      | Cirio Presidente         | 894                                           | Biella                                        |                                               |
| Marco Gallo                         | 8.347             | Cirio Presidente         | Cuneo                                         |                                               |                                               |
| Silvio Magliano                     | 5.074             | Cirio Presidente         | Torino                                        |                                               |                                               |
| Sergio Bartoli                      | 2.917             | Cirio Presidente         | Torino                                        |                                               |                                               |
| Mario Salvatore Castello            | 2.560             | Cirio Presidente         | Torino                                        |                                               |                                               |
|                                     | Debora Biglia     | Forza Italia - UdC - PLI | 1.112                                         | Asti                                          |                                               |
| Francesco Graglia                   | 6.956             | Forza Italia - UdC - PLI | Cuneo                                         |                                               |                                               |
| Andrea Tronzano                     | 7.505             | Forza Italia - UdC - PLI | Torino                                        |                                               |                                               |
| Paolo Ruzzola                       | 4.415             | Forza Italia - UdC - PLI | Torino                                        |                                               |                                               |
|                                     | Enrico Bussalino  | Lega Salvini Piemonte    | 4.348                                         | Alessandria                                   |                                               |
| Luigi Genesio Icardi                | 3.272             | Lega Salvini Piemonte    | Cuneo                                         |                                               |                                               |
| Fabrizio Ricca                      | 3.602             | Lega Salvini Piemonte    | Torino                                        |                                               |                                               |
| Andrea Cerutti                      | 3.365             | Lega Salvini Piemonte    | Torino                                        |                                               |                                               |

| Consigliere        | Consigliere         | Consigliere               | Lista                                                   | Preferenze                                              | Circoscrizione                                          |
| ------------------ | ------------------- | ------------------------- | ------------------------------------------------------- | ------------------------------------------------------- | ------------------------------------------------------- |
|                    |                     | Gianna Pentenero          | Eletta come candidata presidente classificatasi seconda | Eletta come candidata presidente classificatasi seconda | Eletta come candidata presidente classificatasi seconda |
| Domenico Ravetti   | Partito Democratico | 5.276                     | Alessandria                                             |                                                         |                                                         |
| Fabio Isnardi      | Partito Democratico | 2.524                     | Asti                                                    |                                                         |                                                         |
| Emanuela Verzella  | Partito Democratico | 1.675                     | Biella                                                  |                                                         |                                                         |
| Mauro Calderoni    | Partito Democratico | 7.600                     | Cuneo                                                   |                                                         |                                                         |
| Domenico Rossi     | Partito Democratico | 6.985                     | Novara                                                  |                                                         |                                                         |
| Mauro Salizzoni    | Partito Democratico | 15.956                    | Torino                                                  |                                                         |                                                         |
| Monica Canalis     | Partito Democratico | 10.043                    | Torino                                                  |                                                         |                                                         |
| Daniele Valle      | Partito Democratico | 9.575                     | Torino                                                  |                                                         |                                                         |
| Alberto Avetta     | Partito Democratico | 6.509                     | Torino                                                  |                                                         |                                                         |
| Nadia Conticelli   | Partito Democratico | 6.480                     | Torino                                                  |                                                         |                                                         |
| Francesco Casciano | Partito Democratico | 6.373                     | Torino                                                  |                                                         |                                                         |
| Simona Paonessa    | Partito Democratico | 1.386                     | Vercelli                                                |                                                         |                                                         |
|                    | Giulia Marro        | Alleanza Verdi e Sinistra | 1.599                                                   | Cuneo                                                   |                                                         |
| Alice Ravinale     | 8.272               | Alleanza Verdi e Sinistra | Torino                                                  |                                                         |                                                         |
| Valentina Cera     | 3.163               | Alleanza Verdi e Sinistra | Torino                                                  |                                                         |                                                         |
|                    | Vittoria Nallo      | Stati Uniti d'Europa      | 1.145                                                   | Torino                                                  |                                                         |
|                    |                     | Pasquale Coluccio         | Movimento 5 Stelle                                      | 267                                                     | Alessandria                                             |
| Sarah Disabato     | 4.975               | Torino                    | Movimento 5 Stelle                                      |                                                         |                                                         |
| Alberto Unia       | 931                 | Torino                    | Movimento 5 Stelle                                      |                                                         |                                                         |

## Conseguenze
Il 22 luglio 2024, durante la prima seduta del Consiglio regionale, Davide Nicco (FdI) viene eletto presidente del Consiglio regionale. La giunta Cirio II è composta dal presidente Alberto Cirio (FI), 5 assessori di Fratelli d'Italia (tra cui la vicepresidente), 2 della Lega, 2 di Forza Italia e 2 della lista Cirio Presidente (di cui uno appartenente ad Azione).

### Annotazioni
1. ↑  La lista comprende candidati di UdC e PLI.
2. ↑  La lista comprende un candidato di Azione.
3. ↑  La lista comprende candidati di Possibile e Sinistra Futura.
4. ↑  La lista comprende candidati di Italia Viva, +Europa, PSI, LibDem, Radicali e L'Italia C'è.
5. ↑  La lista comprende candidati di DemoS, Alleanza Verde e Civica, Alleanza dei Democratici e Volt.
6. ↑  La lista comprende candidati delle liste civiche Monviso e Torino Domani.

1. 1 2  Contatti totali: 1667. Margine di errore con IC (95%): ±3,2%. Affluenza stimata: 58-62%. Indecisi: 22%. Votanti scheda bianca o nulla: 2%.
2. 1 2  Contatti totali: 1729. Margine di errore con IC (95%): ±3,2%. Affluenza stimata: 57-61%. Indecisi: 24%. Votanti scheda bianca o nulla: 2%.
3. 1 2 3 4  Candidatura non ancora presentata al momento della rilevazione
4. ↑  Appartenente ad Azione
5. ↑  Appartenente ai Moderati
6. ↑  Appartenente a Possibile
7. ↑  Appartenente a Italia Viva

### Fonti
1. ↑   Regionali: il Piemonte alle urne l’8 e il 9 giugno, su La Stampa, 25 gennaio 2024. URL consultato il 2 maggio 2024.
2. 1 2   Alberto Cirio è stato confermato presidente del Piemonte, come ci si aspettava, su Il Post, 10 giugno 2024. URL consultato il 10 giugno 2024.
3. 1 2   Comunali, Cirio rieletto con il 56,13% dei voti. I risultati da Biella, Verbania, Vercelli, Bra, Saluzzo, su La Stampa, 10 giugno 2024. URL consultato l'11 giugno 2024.
4. ↑   In Piemonte il centrodestra si è riconfermato per la prima volta in 25 anni, su Pagella Politica, 11 giugno 2024.
5. ↑   Elezioni Regionali, il Piemonte conferma Cirio: 'Il bis non è mai scontato', su ANSA, 10 giugno 2024. URL consultato l'11 giugno 2024.
6. ↑   Elezioni Piemonte 2019 - Risultati - Riepilogo Regionale, su elezioni.lastampa.it, La Stampa. URL consultato il 19 maggio 2024.
7. ↑   Regionali 26/05/2019 - Area ITALIA - Regione PIEMONTE, su Eligendo, Ministero dell'Interno. URL consultato il 6 giugno 2024.
8. 1 2   Elezioni regionali 2024: nuova legge per l'elezione del Consiglio regionale e del Presidente della Giunta regionale, su regione.piemonte.it, Regione Piemonte. URL consultato il 19 maggio 2024.
9. 1 2 3 4   Matteo Roselli, Elezioni regionali in Piemonte, ecco come sarà la scheda elettorale, su torino.corriere.it, Corriere della Sera, 18 maggio 2024. URL consultato il 19 maggio 2024.
10. 1 2 3 4 5   Gioele Urso, Elezioni regionali, approvata la nuova legge elettorale: le principali novità in 6 punti, su TorinoToday, 7 luglio 2023. URL consultato il 19 maggio 2024.
11. ↑   Approvata la nuova legge elettorale, su cr.piemonte.it, Consiglio regionale del Piemonte, 25 luglio 2023. URL consultato il 19 maggio 2024.
12. 1 2 3 4 5 6 7 8 9 10 11 12   Legge regionale n. 12 del 19 luglio 2023 (Versione vigente), su arianna.cr.piemonte.it, Consiglio regionale del Piemonte. URL consultato il 19 maggio 2024.
13. 1 2 3 4   In Piemonte il centrodestra punta alla prima riconferma in 25 anni, su Pagella Politica, 6 giugno 2024. URL consultato il 6 giugno 2024.
14. 1 2   Decreto del Presidente della Giunta Regionale 8 aprile 2024, n. 12 - Elezioni regionali 2024. Determinazione dei seggi del Consiglio regionale del Piemonte, assegnazione alle singole circoscrizioni elettorali e individuazione del numero massimo e minimo dei candidati di ciascuna lista circoscrizionale. (PDF), su regione.piemonte.it, Consiglio regionale del Piemonte, 8 aprile 2024. URL consultato il 3 maggio 2024.
15. 1 2   Alle prossime elezioni regionali in Piemonte, Basilicata e Umbria la destra ricandiderà gli attuali governatori, su Il Post, 28 febbraio 2024. URL consultato il 29 febbraio 2024.
16. 1 2   Regionali, accordo nel Centrodestra su Bardi, Tesei e Cirio, in ANSA, 29 febbraio 2024. URL consultato il 29 febbraio 2024.
17. 1 2 3 4   Ludovico Fontana, Regionali, cinque in corsa per la Presidenza. Le biografie e le priorità dei candidati, in Rai News, 16 maggio 2024. URL consultato il 19 maggio 2024.
18. ↑   Gioele Urso, Elezioni regionali, UDC e Partito Liberale candidati nella lista di Forza Italia: "Diamo forza al centro", su TorinoToday, 29 aprile 2024. URL consultato il 2 maggio 2024.
19. ↑   Gioele Urso, Elezioni regionali, Alberto Cirio brucia tutti: ecco il simbolo della sua lista elettorale, su TorinoToday, 29 marzo 2024. URL consultato il 2 maggio 2024.
20. ↑   Maria Rita Esposito, Elezioni Piemonte 2024, Azione appoggerà Cirio. Enrico Costa: "Non ci sarà il simbolo di Azione", su Tag24, 14 aprile 2024. URL consultato il 2 maggio 2024.
21. 1 2 3   Andrea Gatta e Sara Strippoli, I dem piemontesi hanno deciso: sarà Gianna Pentenero a sfidare Cirio alle Regionali, su torino.repubblica.it, la Repubblica, 16 marzo 2024. URL consultato il 2 maggio 2024.
22. 1 2 3   Gianna Pentenero sarà la candidata del Partito Democratico alle elezioni regionali in Piemonte, su Il Post, 16 marzo 2024. URL consultato il 2 maggio 2024.
23. ↑   Gioele Urso, Elezioni regionali: la lista dei candidati e delle candidate di Alleanza Verdi Sinistra, su TorinoToday, 23 aprile 2024. URL consultato il 2 maggio 2024.
24. ↑   Giovanni Santaniello, Elezioni regionali Piemonte, Italia Viva con Gianna Pentenero. Silvia Fregolent: "Alternativi ai sovranisti e a chi fa politiche retrograde sulla pelle delle donne", su Tag24, 26 aprile 2024. URL consultato il 2 maggio 2024.
25. ↑   Elezioni regionali, nasce 'Piemonte ambientalista e solidale': sarà capolista Giorgio Bertola, su TorinoToday, 22 aprile 2024. URL consultato il 2 maggio 2024.
26. ↑   Gioele Urso, Elezioni regionali: i candidati e le candidate della 'Lista Civica Pentenero Presidente', su TorinoToday, 1º maggio 2024. URL consultato il 2 maggio 2024.
27. ↑   Regionali, per il Piemonte il M5s sceglie Sarah Disabato, su ANSA, 6 aprile 2024. URL consultato il 2 maggio 2024.
28. ↑   Marcello Feola, M5S: Sarah Disabato candidata alla guida del Piemonte, su Il Piccolo, 7 aprile 2024. URL consultato il 2 maggio 2024.
29. ↑   Vincenzo Spinello, Giorgio Bertola e Francesca Frediani lasciano il Movimento 5 Stelle, su Quotidiano Piemontese, 30 dicembre 2020. URL consultato il 2 maggio 2024.
30. 1 2 3   Gioele Urso, Elezioni regionali, c'è una quarta candidata presidente: è Francesca Frediani di Piemonte Popolare, su TorinoToday, 25 aprile 2024. URL consultato il 2 maggio 2024.
31. 1 2   Libertà: Alberto Costanzo candidato presidente regionale, su Il Piccolo, 30 aprile 2024. URL consultato il 13 maggio 2024.
32. ↑   Programma-coalizione-centrodestra (PDF), su albertocirio.it. URL consultato il 31 maggio 2024.
33. ↑   programma_definitivo (PDF), su giannapentenero.it. URL consultato il 31 maggio 2024.
34. ↑   Programma-M5S-Elezioni-2024 (PDF), su sarahdisabato.it. URL consultato il 31 maggio 2024.
35. ↑   programma-sintetico_def (PDF), su piemontepopolare.it. URL consultato il 31 maggio 2024.
36. ↑   Elezioni regionali Piemonte - Tribuna elettorale del 28 maggio 2024, su RaiPlay, 28 maggio 2024.
37. ↑   Gioele Urso, Elezioni regionali, la guida al voto: le proposte dei candidati presidente per rilanciare l'economia, su TorinoToday, 16 maggio 2024. URL consultato il 19 maggio 2024.
38. ↑   Francesco Munafò e Giovanni Turi, Regionali, il dibattito de “La Stampa” tra candidati. Scontro su Sanità e diritti, su La Stampa, 18 maggio 2024. URL consultato il 19 maggio 2024.
39. ↑   Andrea Gatta, Sanità e legge 194, scontro tra i candidati per la Regione, su la Repubblica, 19 maggio 2024. URL consultato il 19 maggio 2024.
40. ↑   Piemonte, il terzo settore incontra i candidati alla Regione. “Chiediamo un tavolo permanente”, su redattoresociale.it, 20 maggio 2024.
41. ↑   Elezioni, scontro finale tra Cirio, Pentenero, Disabato, Frediani e Costanzo, su RaiNews, 29 maggio 2024.
42. ↑   Ultimo confronto tra Cirio, Pentenero, Disabato, Frediani e Costanzo, su RaiNews, 6 giugno 2024.
43. ↑   Regionali Piemonte, Allegretti (M5s) si ritira: è indagato, su Sky TG24, 3 giugno 2024. URL consultato il 6 giugno 2024.
44. 1 2   Marco Allegretti del Movimento 5 Stelle ha ritirato la sua candidatura al consiglio regionale del Piemonte perché indagato per truffa, su Il Post, 3 giugno 2024. URL consultato il 3 giugno 2024.
45. ↑   Gioele Urso, Elezioni europee e regionali, numeri e curiosità sul voto a Torino: dai debuttanti ai centenari, su TorinoToday, 8 giugno 2024. URL consultato l'11 giugno 2024.
46. ↑   Ministero dell'interno, Votanti Regionali Piemonte, su elezioni.interno.gov.it.
47. ↑  Di cui, 2 a Fratelli d'Italia (FdI), 2 a Lega Salvini Piemonte (Lega) e 2 a Forza Italia (FI).
48. ↑   Gioele Urso, Tutti i politici eletti in Consiglio regionale partito per partito: Fratelli d'Italia e PD quelli con più seggi, su TorinoToday, 11 giugno 2024. URL consultato l'11 giugno 2024.
49. ↑   Andrea Gatta, Il nuovo consiglio regionale del Piemonte è molto più rosa: due su 5 saranno donne e la più giovane ha appena compiuto 20 anni, su torino.repubblica.it, la Repubblica, 11 giugno 2024. URL consultato l'11 giugno 2024.
50. ↑   All’unanimità Nicco presidente del Consiglio regionale, su Piemonte Informa, 22 luglio 2024.
51. ↑   La nuova Giunta regionale del Piemonte, su Piemonte Informa, 26 giugno 2024.